# Руди Чајавец
Рудолф Руди Чајавец (Згошћа, код Какња, 1. април 1911 — Кадињани, код Лакташа, 4. јун 1942) био је југословенски пилот и резервни официр југословенске војске. Уз Фрању Клуза један од пионира партизанског ваздухопловства и народни херој Југославије.

## Биографија
Рођен је 1. априла 1911. године у селу Згошћу, код Какња. Још као гимназијалац припадао је револуционарној омладини; због сукоба са школским властима, морао је мењати места школовања. Као студент Правног факултета у Београду наставио је сарадњу са студентским покретом; активно је учествовао у студентским демонстрацијама, после којих је био хапшен и мучен у затвору „Главњача”.
После петомајских избора 1935. године на којима је гласао против Богољуба Јевтића, премештен је из Београда, где је радио у Министарству пољопривреде. Дан државности Краљевине Југославије 1. децембра 1937. завршио је школу резервних официра у Новом Саду и произведен за резервног ваздухопловног потпоручника. Две године пред рат одлази у Француску, у намери да докторира правне науке на Сорбони.
Окупација га је затекла у Загребу, одакле одлази у Бању Луку; постављен је за директора Уреда за колонизацију. Овај положај омогућио му је да, у сарадњи с групом службеника у Уреду и под руководством партијске организације Бање Луке, успостави канал за достављање материјала и обавештења на ослобођену територију. Пошто је, као резервни официр-пилот, повремено летео у јединици Ваздухопловства НДХ, која се стационирала на аеродрому Залужани, успоставио је везу с Фрањом Клузом и авио-механичаром Милутином Јазбецом, који су, такође, у оквиру заједничког плана градског комитета и Оперативног штаба НОП одреда Босанске крајине, припремали прелетање на ослобођену територију.
Руди Чајавец и Јазбец прелетели су на слетилиште Урије код Приједора 23. маја 1942. године, авионом „Бреге-19”, непосредно после пилота Фрање Клуза. То је био почетак стварања партизанске авијације.
Све до почетка јуна 1942. године, док су на Уријама вршене интензивне припреме за рад партизанских авиона, Чајавец је учествовао на народним зборовима, ширећи братство хрватског и српског народа. Учествовао је у састављању летка намењеног домобранској војсци, који су потписали партизански ваздухопловци. Први и једини ратни лет Чајавец и Јазбец извршили су 4. јуна 1942. године. Они су над Бањом Луком бацали летке, а затим су бомбама напали аеродром Залужани. После успешно извршеног задатка, у последњем налету над аеродромом Чајавец је рањен у колено, па је био приморан да полети ка ослобођеној територији. Морао је, међутим, да принудно слети код села Кадињана, где су га опколили четници; после краће борбе, Чајавец је извршио самоубиство, да га не би живог заробили.
Указом Президијума Народне скупштине ФНР Југославије 12. јуна 1946. постхумно је одликован Орденом заслуга за народ првог реда, а 20. децембра 1951. године, проглашен је за народног хероја.
Фабрика сигналних уређаја „Чајавец” у Бањалуци, носи његово име.